# Rael 1
Pour les articles homonymes, voir Rael.
Pistes de The Who Sell Out
Sunrise Rael 2
(édition remasterisée de The Who Sell Out)
Rael est une chanson du groupe britannique The Who, parue à la treizième piste de l'album The Who Sell Out, en 1967.
Elle est appelée Rael 1 sur l'édition remasterisée de The Who Sell Out.

## Caractéristiques
Cette chanson est tirée d'un projet d'opéra-rock inachevé, intitulé Rael. N'ayant pu terminer ce scénario, Pete Townshend a placé cette chanson sur The Who Sell Out. La chanson présente de nombreuses ruptures mélodiques et rythmiques, se présentant comme une sorte de mini-opéra, tout comme A Quick One While He's Away. À 3:44 et 4:24 on peut entendre les deux thèmes structurant Sparks et Underture sur l'album Tommy. Al Kooper joue de l'orgue.
Kooper a raconté une anecdote devenue fameuse sur l'enregistrement de cette chanson. Selon lui, le groupe et lui avaient quitté le studio sans avoir terminé l'enregistrement de la chanson, voulant revenir le lendemain pour compléter la chanson. La bande audio resta donc dans le studio. La femme de ménage, pensant jeter des ordures, mit la bande à la poubelle. Le lendemain, l'ingénieur du son Chris Huston retrouva les bandes au milieu des ordures et s'aperçut avec horreur que les quinze premières secondes de la chanson étaient inutilisables. Lorsque Townshend arriva, Huston le prit à part et lui dit « Pete, je suis désolé, parfois ces choses arrivent... » Townshend, pour toute réponse, projeta soudainement la chaise de l'ingénieur au travers de la cloison de verre de la salle de contrôle, causant environ 12 000 dollars de dégâts. Townshend se tourna vers l'ingénieur et lui dit « Ne t'inquiète pas, Chris, parfois ces choses arrivent... »
Cette anecdote peut paraître impressionnante, et se marie bien à la réputation destructrice des Who. Mais Chris Huston, l'un des principaux intéressés, a livré sa propre version de l'histoire. Lorsque Huston revint au studios Talentmasters, il ne put trouver le master. Il découvrit que le technicien de surface avait jeté les bandes dans une poubelle. Pris de panique, Huston fouilla frénétiquement dans la poubelle et put retrouver les 
bandes, scindées en 4 ou 5 morceaux qu'il recolla ensemble. Mais les premières secondes étaient détériorées sans retour. Heureusement, Huston avait eu la précaution de faire un mixage mono de secours. Il rapporte que Townshend était fou de rage, mais pas au point de lancer une chaise dans la vitre. De plus, il précise que toute la salle de mixage valait moins de 12 000 dollars, et que l'estimation de Kooper est très exagérée.
Par conséquent, le début de cette chanson n'existe qu'en mono (mis à part quelques overdubs). Le second vers de cette chanson a été restauré pour le coffret Thirty Years of Maximum R&B.